# Arzemiro dos Prazeres
Arzemiro dos Prazeres, né le 24 octobre 1958 sur l'île de Principe à Sao Tomé-et-Principe, est un homme politique santoméen, membre du Parti de convergence démocratique (PCD). Il est par plusieurs fois ministre.

## Biographie
Arzemiro dos Prazeres est président du PCD-GR jusqu'au mois de septembre-octobre 2002. Proche du Président de la République Fradique de Menezes, il démissionne lorsque son parti prend position contre ce dernier durant la crise politique signant la fin du VIIe gouvernement de Gabriel Costa.
À la suite de la mort de Francisco da Silva, il est élu président de l'Assemblée nationale le 6 mai 2010 et conserve son poste jusqu'à la fin de la législature, le 11 septembre de la même année.